# Miatyn (rejon rówieński)
Miatyn (ukr. М'ятин) – wieś na Ukrainie, w obwodzie rówieńskim, w rejonie rówieńskim, w hromadzie Buhryń. W 2001 liczyła 336 mieszkańców, spośród których 335 wskazało jako ojczysty język ukraiński, a 1 rosyjski.
W okresie międzywojennym wieś znajdowała się w granicach II RP, wchodząc w skład gminy Buhryń w powiecie rówieńskim, w województwie wołyńskim.